# Batalla de Little Bighorn
La batalla de Little Bighorn, o Massacre de Custer, va ser un combat important esdevingut entre els amerindis d'ètnies lakota, sioux, arapahos i xeiene i el setè regiment de cavalleria de l'exèrcit dels Estats Units el 25 de juny de 1876. Aquest combat va tenir lloc prop del riu Little Bighorn, a l'est del territori de Montana. Els guanyadors de la batalla van ser els amerindis, que van anihilar els cinc esquadrons comandats per George Armstrong Custer. Es tracta probablement de la victòria ameríndia més famosa i àmpliament difosa en la cultura popular.

## Rerefons

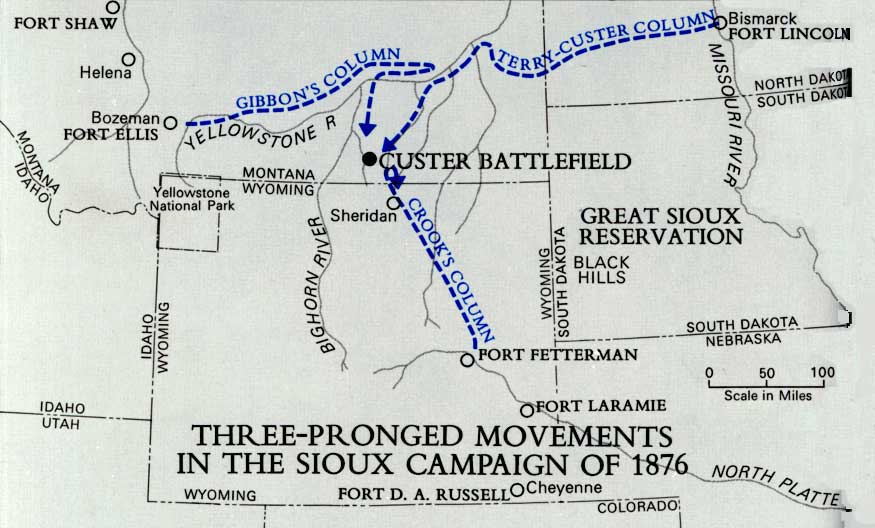
Localització de Little Bighorn als Estats Units

El 1868, el govern dels Estats Units signà el Tractat de Laramie, que designava a perpetuïtat ("mentre creixi l'herba") Dakota del Sud, a l'oest del Missouri, com a territori indi. La promesa va durar sis anys, just el temps en què es va trigar a trobar or als Black Hills.
Com que les protestes dels indis contra els invasors varen ser inútils, una part dels pobles sioux i xeiene del nord abandonaren les seves reserves i creuaren la frontera de l'estat per anar a caçar a les terres altes de Montana. El govern federal els comminà a fer marxa enrere, sota pena d'empresonament o mort, però els indis, lluny de fer-li cas, es decidiren a resistir. I no pas per separat, sinó formant una formidable força conjunta. Dos grans comandants guerrers, Tasunka witko i Tatanka Iyotake, requeriren als caps dels sioux i xeienes per tal que portessin la seva gent al riu Little Big Horn.
D'altra banda, la creixent tensió entre indis i colons blancs havia esdevingut insostenible, i freqüentment es produïen actes de violència i depredació per ambdues bandes.
Per tal de prendre possessió dels Black Hills (i, òbviament, dels seus dipòsits d'or), i per tal d'aturar els atacs dels indis, el govern dels Estats Units decidí tancar tots els indis que encara hi havia a les planes en reserves. El govern de Grant fixà com a termini màxim el 31 de gener de 1876. A partir d'aquella data, tots els indis lakota o arapaho que es trobessin a "territori no cedit" haurien de dirigir-se a les reserves assignades, o altrament serien considerats "hostils"
El comandament de l'operació contra els indis corresponia al major general Alfred H. Therry. Es va planejar una ofensiva en tres fronts que, suposadament, agafaria desprevinguts els indis. Aquesta estratègia semblava que garantiria la victòria, atès que els indis tradicionalment empraven la guerrilla com a estratègia. Prenent com a base experiències anteriors amb els indis, se suposava que, en enfrontar-se a les forces combatents de Therry, els indis fugirien en totes direccions, per la qual cosa serien objectius fàcils per als fusellers de l'exèrcit.
Therry volia que Custer, comandant experimentat en la guerra contra els indis, anés a l'avantguarda de l'exèrcit. Un cop estigués a la vora del campament indi, les seves ordres li indicaven que esperés l'arribada del contignent que comandava el mateix Therry. Tanmateix, Custer tenia llibertat per conduir-se "com li semblés més oportú" quan estigués gairebé en contacte amb l'enemic. Això podria explicar perquè va atacar sense esperar l'arribada de Therry.
El 7è. de cavalleria sortí de Fort Lincoln el 17 de maig de 1876, com a part d'aquell ampli exèrcit que pretenia arreplegar els indis que encara romanien lliures. Mentrestant, a la primavera i estiu de 1876, Tatanka Iyotake, cap de la tribu dels sioux hunkappa i també xaman, havia reunit un nombre d'indis mai no vist al rierol Ash, Montana (després es mogueren al riu Little Bighorn). L'objectiu de la reunió era discutir què calia fer amb els blancs. Fou aquest campament lakota, xeiene del nord i arapaho el que trobar el 7è. de cavalleria a la Batalla de Little Bighorn.
Custer va conduir els seus homes cap al camp de batalla a una velocitat vertiginosa, marxant tant de dia com de nit. El matí del dia 25 de juny, ell i les seves tropes es trobaven ja a pocs quilòmetres del campament indi

## Desenvolupament tàctic

Moviment del 7è de Cavalleria
A: Custer B: Reno C: Benteen D: Yates E: Weir

El 25 de juny, alguns dels exploradors crow de Custer identificaren el que semblava ser un gran campament indi al llarg del riu Little Bighorn. Custer, en una decisió que encara es discuteix, va dividir les seves forces en tres batallons: el primer, conduït pel major Marcus Reno; el segon, pel capità Frederick Benteen i el tercer, conduït per ell mateix. El capità Thomas M. McDougall i la Companyia B (uns 130 oficials i soldats) es quedaren a guardar la caravana de les provisions.
Custer planejava un atac sorpresa, però pel que sembla havia rebut informacions segons les quals els indis havien descobert la seva presència. Aleshores fou quan va decidir que el millor era atacar sense dilació.
Benteen fou enviat al sud i a l'oest, per tallar qualsevol intent de fuga per part dels indis. Reno, que no tenia cap experiència lluitant contra els indis, fou enviat al nord, amb tres companyies (140 genets i 35 exploradors civils indis), per fer-se càrrec de l'extrem sud del campament, i Custer cavalcà cap al nord, ocult a l'est del campament per uns penya-segats. Planejava encerclar el campament i atacar-lo des del nord.
Reno va començar una càrrega a l'extrem sud del poblat, però s'aturà a unes 500-600 iardes del campament, i feu desmuntar els seus homes per formar una línia d'escaramussa. És probable que prengués aquesta decisió perquè pensava que allò podia ser una trampa, en veure una quantitat tan gran d'indis.
Tanmateix, Reno ben aviat es trobà desbordat per guerrers lakota i xeiene que anaven a cavall, els quals contraatacaren en massa contra l'exposat flanc esquerre de Reno forçant Reno i els seus homes a buscar aixopluc als arbres que hi havia al llarg del riu. Finalment, no obstant això, la seva posició es feu insostenible i els soldats foren forçats a una retirada sagnant a l'altra banda del riu. En aquest encontre varen morir dues dones i tres fills d'Agalla, cap dels sioux hunkpapa
Les baixes de Reno en aquest encontre foren molt importants: d'un total de 140 soldats, 40 havien mort, 13 havien quedat ferits i 16 s'havien quedat enrere, als arbres (tot i que molts d'aquests homes s'ho manegarien per ajuntar-se altre cop amb Reno).

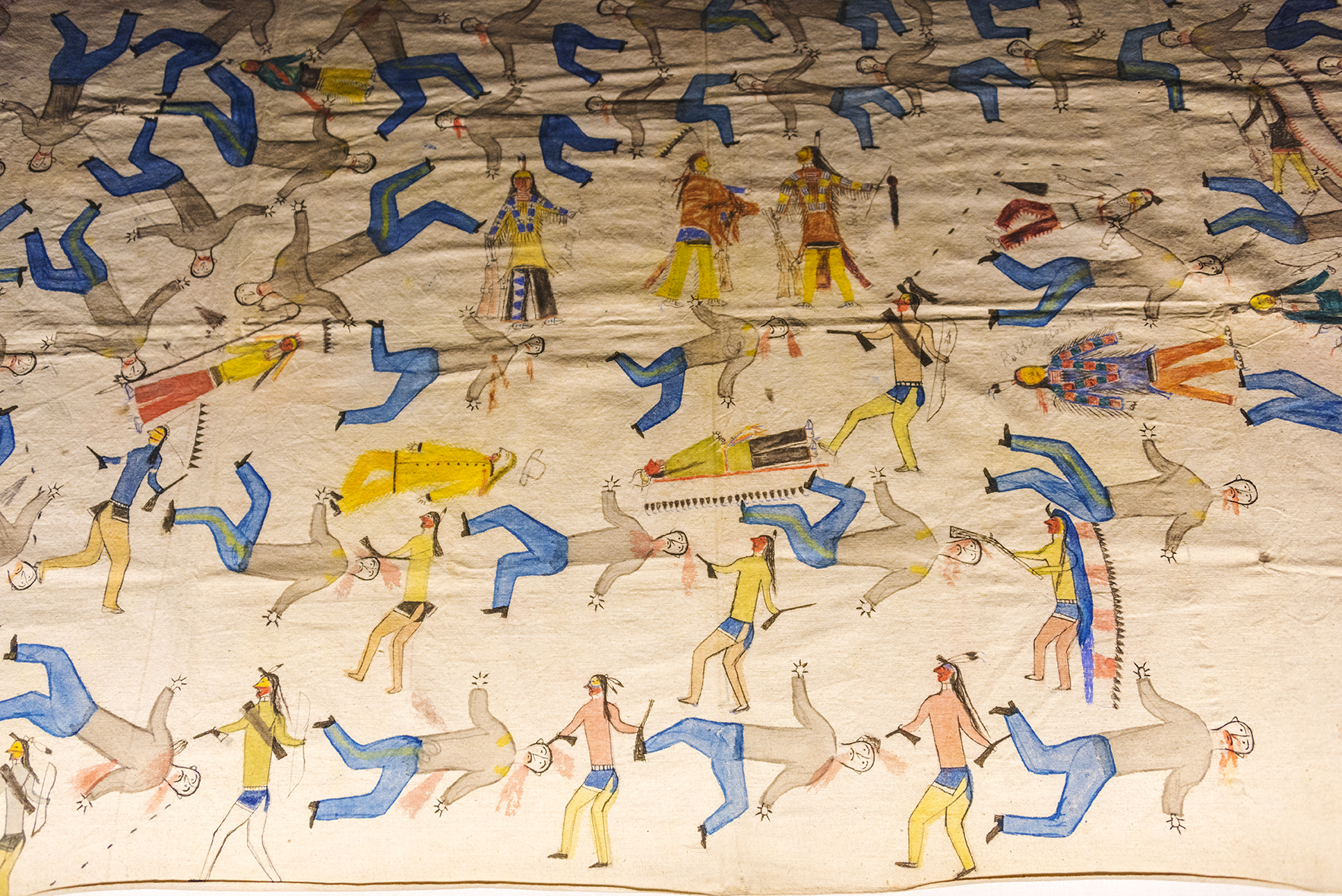
Imatge de la batalla de Little Bighorn. Exposició Beyond Hollywood al Museu Valencià d'Etnologia

Quan Reno es replegà, observà la columna de Benteen i va córrer per aplegar-s'hi. Des d'allà estant se sentien els trets dels homes de Custer. Tanmateix, el destacament de Reno es trobava en una situació lamentable: havia perdut gairebé la meitat dels seus homes i molts cavalls. Ambdós comandaments van creure que la seva posició era força delicada, i que era millor esperar que arribés el comboi d'aprovisionament Així i tot, el capità Thomas Weir va desobeir les ordres de quedar-se al turó i, amb altres homes (finalment Benteen també s'hi va sumar), intentà desplaçar-se cap a la posició on era Custer. Però ben aviat es trobà sota un intents atac, i amb prou feines va poder tornar a la posició segura de Reno.
Custer podia haver vist que Reno s'aturava i formava una línia d'escaramussa així com Custer conduïa la seva tropa cap a l'extrem nord del campament principal, on aparentment planejava atrapar els indis entre les seves tropes i les de Reno D'acord amb el que explica Grinnell, basat en el testimoniatge de guerrers xeiene que sobrevisqueren a la batalla al final una part dels comandaments de Custer intentaren travessar el riu per un gual a l'extrem nord del campament, però foren foragitats per la fèrria resistència dels tiradors d'elit indis, que feien foc des dels matolls, al llarg de la riba oest del riu. Des d'aquest punt, els soldats foren perseguits per centenars de guerrers a un turó situat al nord del campament. Custer i els seus comandants no podien excavar (trinxeres) per causa dels atacs de Cavall Boig; tanmateix, els seus guerrers l'havien flanquejat i ara eren al seu nord, a la cresta del turó Els relats tradicionals dels blancs atribueixen a Agalla l'atac que conduí Custer al capdamunt del turó, però els testimonis oculars dels indis difereixen d'aquesta afirmació.
| «                                                               | Vinga nois, els tenim ! Acabarem amb ells i aleshores ens n'anirem a casa, a la nostra base. | » |
| — Famoses paraules atribuïdes a Custer poc abans de caure mort. |                                                                                              |   |

Durant una estona, els homes de Custer foren desplegats per companyies, en una formació estàndard de lluita a cavall: un de cada quatre homes aguantava els cavalls. Aquesta formació li robava a Custer un quart de la seva potència de foc. Pitjor encara, quan la lluita s'intensificà, molts soldats prenien les regnes dels seus propis cavalls o s'hi entrebancaven, la qual cosa a la llarga reduïa la potència de foc efectiva del 7è de cavalleria. Quan Crazy Horse i White Bull es llençaren a la càrrega que trencà el centre de les línies de Custer, esclatà un pandemònium entre els homes que comandava Calhoun. pensava que els homes de Myles Keogh semblaven haver lluitat i mort on es trobaven ells. Molts dels soldats, preses del pànic, deixaren caure les seves armes i cap va muntar o va córrer cap a la carena on Custer, els altres oficials i prop de 40 homes s'hi estaven. Al llarg del dia, els Indis davallaren a cavall cap a ells, colpejant les tropes que fugien amb les seves xurriaques i les seves llances

## La darrera defensa de Custer

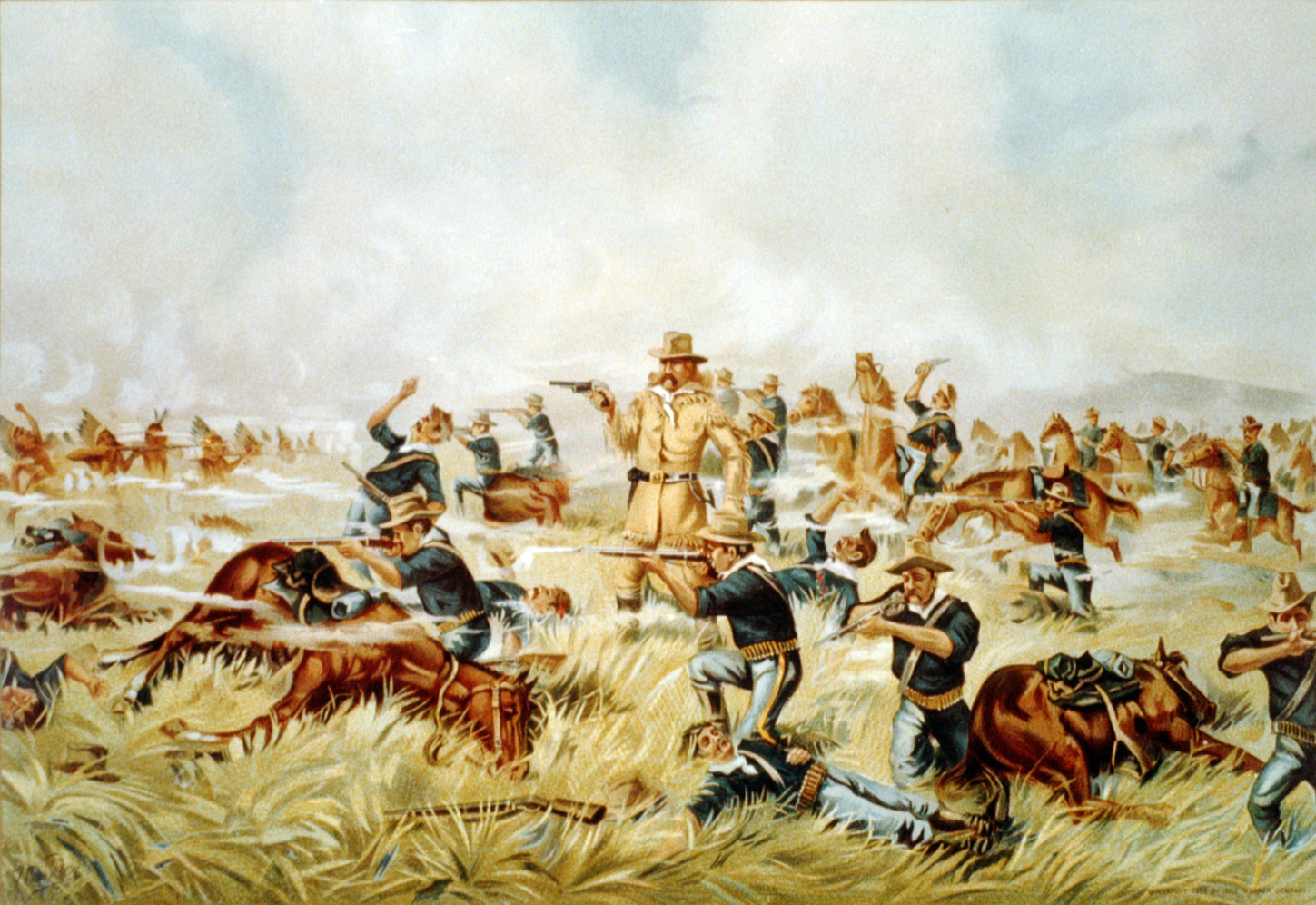
La darrera defensa de Custer al cim del turó

Inicialment, Custer tenia 208 oficials i homes sota les seves ordres, amb els 142 addionals de Reno, poc més un d'un centenar a les ordres de Benteen, 50 soldats amb el capità McDougall a la rereguarda i 84 soldats a les ordres del primer tinent Edward Gustave Mathey amb la caravana de les provisions. Les estimacions sobre el nombre total de guerrers indis són controvertides, però es pot aventurar que, entre guerrers i caps, hi hauria devers 3.500 homes.
Així que les tropes foren reduïdes, els indis començaren a escampar la mort amb les seves armes de foc, amb el resultat que el foc de defensa de la cavalleria decreixia contínuament, mentre que el foc dels indis s'incrementava constantment. Amb Custer i els supervivents disparant als cavalls que els quedaven, per fer-los servir com a parapets, i fent una darrera defensa al cim del turó, a l'est i a l'oest, els indis s'ajuntaren per a un atac definitiu, i mataren tots els homes del grup de Custer. Com a resultat d'això, la Batalla de Little Bighorn ha arribat a la popularitat coneguda com a la darrera defensa de Custer.
El que sí que sembla segur, segons les investigacions de l'arqueòleg Richard A. Fox, és que el final fou molt més ràpid i menys heròic del que normalment es pensa. En menys d'una hora tot havia acabat, i els 210 homes foren morts. A part de George Custer, també caigueren morts dos germans seus, Thomas W. Custer, posseïdor de dues medalles al valor guanyades a la Guerra Civil, Boston Custer, el seu nebot Henry Armstrong Reed i el seu cunyat James Calhoun Com la majoria de soldats, Custer fou trobat despullat.

## Conseqüències
Pels comandaments de Custer, els màxims culpables del desastre de Little Big Horn foren els indis, assedegats de sang. No és menys cert que molts oficials mantenien serioses reserves sobre el comportament de Custer. I el comportament de Reno també fou sotmès a examen. Però després de 26 dies d'audiència, el veredicte unànime fou culpabilitzar els indis.
En tot cas, pels indis fou una victòria efímera, perquè els soldats van tornar, en molt major nombre i molt ben armats. Durant tot l'hivern de 1876-1877, els soldats empaitaren els Sioux i Xeiene per tot el territori. Dos anys després de la batalla, la majoria dels indis de les planures havien estat acorralats, obligats a quedar-se a les reserves o havien fugit al Canadà i l'acord de 1877 va annexar oficialment les terres de la Gran Nació Sioux i va establir de forma permanent les reserves indígenes.

## Little Bighorn al cinema
- Van morir amb les botes posades, 1941, protagonitzada per Errol Flynn i dirigida per Raoul Walsh. El seu valor històric és nul.
- La darrera aventura del general Custer, 1967, protagonitzada per Robert Shaw i dirigida per Robert Siodmak.
- Petit gran home, 1970, dirigida per Arthur Penn y protagonitzada per Dustin Hoffman.
- "Son of the Morning Star" (1991). Miniserie de TV, amb David Strathairn, Rosanna Arquette i Terry O'Quinn
- "Wild West" documental de la BBC.